# Linia kolejowa Rakovník – Bečov nad Teplou
Linia kolejowa Rakovník – Bečov nad Teplou (Linia kolejowa nr 161 (Czechy)) – jednotorowa, regionalna i niezelektryfikowana linia kolejowa w Czechach. Łączy Rakovník i Bečov nad Teplou. Przebiega przez terytorium kraju środkowoczeskiego, usteckiego i karlowarskiego.